# Naviglio Martesana

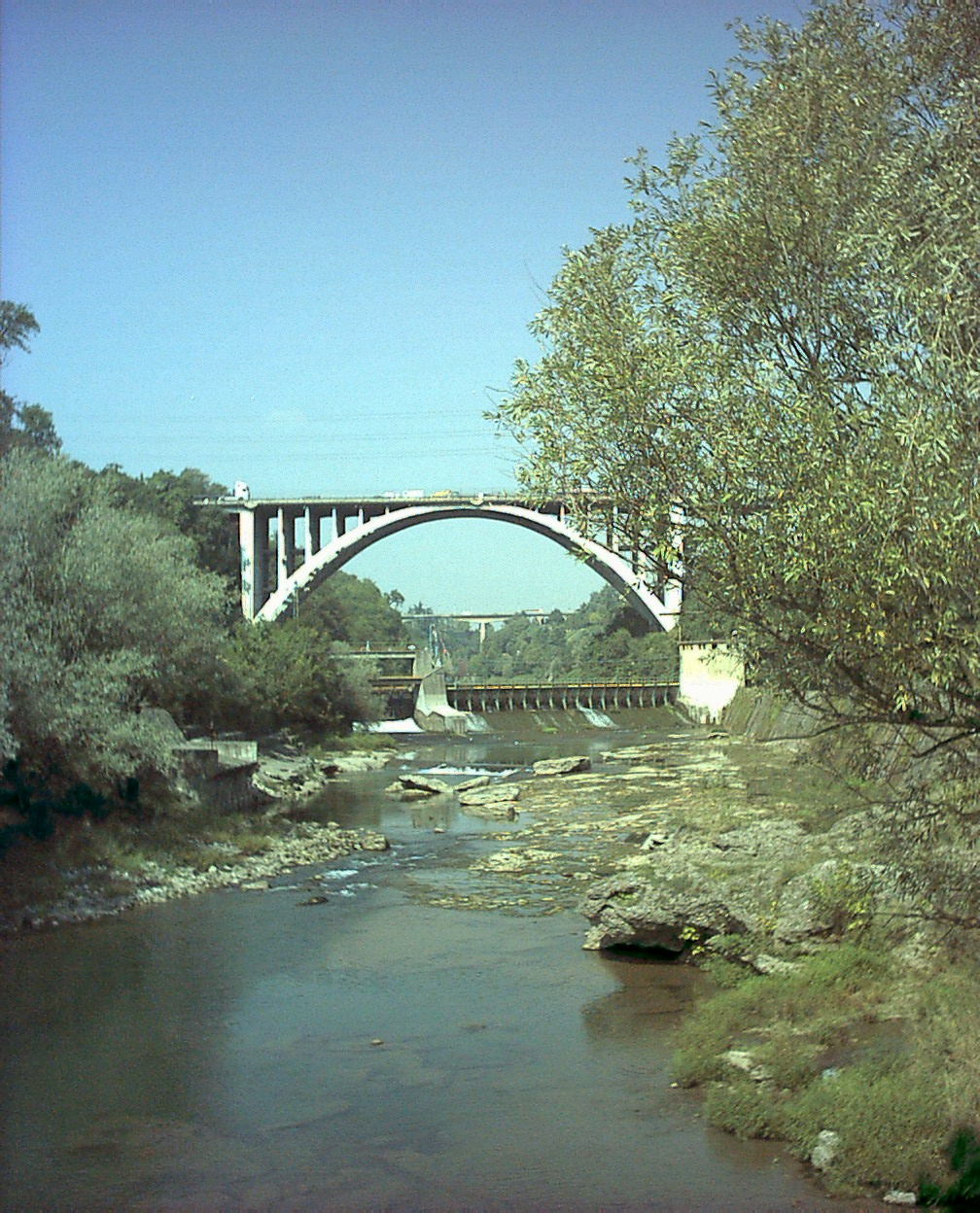
Le barrage entrevu sur la gauche est le début du Naviglio

Le Naviglio Martesana  (aussi nommé Naviglio Piccolo), est un des navigli (ou canaux) milanais. C'est un canal construit entre 1457 et 1497, large de 9 à 18 mètres, profond de 1 à 3 mètres et long d’environ 38 km (certains enterrés), sur une dénivellation de 26 m, qui relie Milan à la rivière Adda, affluent du Pô, duquel il reçoit les eaux près de Trezzo sull'Adda.

## Géographie
Dans son parcours il traverse les territoires des communes de Trezzo sull'Adda, Vaprio d'Adda, Cassano d'Adda, Inzago, Bellinzago Lombardo, Gessate, Gorgonzola, Bussero, Cassina de' Pecchi, Cernusco sul Naviglio, Vimodrone, en donnant le nom "Martesana" à toute cette zone ; il entre dans le territoire de Milan en suivant via Amalfi, via Bertelli, via Tofana et coulant à l’air libre jusqu’au croisement des via Tirano et De Marchi (lieu-dit « Cassina de’Pomm »).

## Histoire

### Projet et début des travaux
L’histoire du naviglio Martesana débute le 3 juin 1442 quand Filippo Maria Visconti (1412-1447) approuva, avec une disposition intitulée "Ordo rugie extrahendi ex- flumine Abdua", l'ambitieux projet présenté par un groupe d'illustres citoyens milanais, guidés par Catellano Cotta, administrateur ducal du monopole du sel et frère du seigneur de Melzo, de dévier les eaux de l'Adda pour réaliser un canal utilisable pour l'irrigation et pour alimenter 16 (puis 10) roues de moulins. Le cours déterminé prévoyait que le canal serait alimenté par une prise d'eau située peu en aval du château de Trezzo sull'Adda, en un point étroit du fleuve où le courant aurait été suffisant pour garantir un flux constant. Le canal aurait ensuite longé l'Adda pour tourner en direction Milan à Cassano d'Adda, rejoindre Inzago, en suivant le fossé de ceinture et tourner vers Trecella et Melzo pour finir dans le torrent Molgora.
Le début des travaux, qui subit des retards à cause des événements politiques milanais et de la guerre avec Venise, remonte à 1457 par l'édit de Francesco Sforza, souscrit par Cicco Simonetta, qui initia l’étude du projet du « Naviglio nostro de Marxana ». Sforza avait bien compris l’intérêt économique et militaire d’un tel canal utilisable pour la navigation et qui servirait de frontière stratégique pour le duché.
Un décret du 1er juillet de cette même année marqua le début des travaux guidés par un groupe d'ingénieurs, professionnels aux services du duché auxquels incombait de recruter la main-d’œuvre, procurer les matériels et diriger les travaux. En plus de ceux-ci, il faut noter Bertola da Novate qui, cité dans une note de Léonard de Vinci, passa à la postérité comme projeteur et exécuteur des travaux de construction du naviglio.

### Le parcours et l'impact sur l'économie
Depuis le début, la construction du naviglio eut un impact sur l'économie locale, furent employés des centaines d'excavateurs et de charpentiers pour la réalisation des rivages, dans les zones de Vaprio et de Trezzo furent activées des carrières de minéraux agglomérés sur l'Adda, la pierre utilisée pour les remblais. Entre Gessate et Bellinzago Lombard furent ouvertes des carrières d’argile et la construction d’au moins trois fournaises pour la cuisson des briques. Les forêts environnantes de chêne et de charme fournirent le bois pour les fournaises et les poteaux pour renforcer les rivages.
Parfois, ces activités entraient en conflit avec les intérêts des propriétaires des terrains qui étaient souvent des organismes ecclésiastiques, celui qui gère le Dôme de Milan, l’Ospedale Maggiore (le Grand Hôpital) ou les monastères citadins qui demandèrent l’intervention des pouvoirs publics pour une indemnisation rapide. Il fut donc nécessaire de nommer un magistrat qui s’occupât de tous ces problèmes (Generalis Commissarius super ordinariis Navigi Martexane ).
Le changement de parcours par rapport au projet de 1443 posa différents problèmes. Les familles de notables qui avaient compris la bénéfice potentiel de l’eau, firent pression pour que le naviglio desserve les terrains et bourgs de façon à y offrir des abordages confortables, ceci explique le parcours tortueux et la faible dénivellation du canal (seulement 10 m de Cassano à la ceinture de la cité).
Sur une grande partie de son parcours le Naviglio Martesana coule, contrairement aux autres navigli, perpendiculairement aux lignes d’écoulement des eaux de pluie et croise donc les eaux en descente des collines de Brianza et en particulier les torrents Trobbia, Molgora et le fleuve Lambro. De nombreux documents attestent les frais considérables nécessaires à l'entretien des remblais qui subissaient des dommages à chaque grossissement des cours d'eau naturels. Le problème fut résolu en utilisant un siphon, qui permet à deux flux d'eau de se croiser sans interférence.
Les campagnes de la plaine milanaise étaient caractérisées par un mélange de terre et d'eau pas toujours profitable d'un point de vue agronomique. Eaux qui allaient se mélanger aux résurgences qui émanaient de la haute plaine et qui rendaient les terrains marécageux.
Un des effets de la construction du Naviglio fut de récolter et canaliser les eaux pluviales, permettant, par un système de fossés d’irrigation, d'alimenter des bouches contrôlées par des fonctionnaires publics.
On calcule que l'aire valorisée de cette manière fut environ de 25.200 hectares, soit environ le tiers du terrain cultivé de la province de Milan.

### La liaison avec la fosse interne
Depuis le début il fut même utilisé pour l'alimentation de nombreux moulins, dont quelques-uns sont encore visibles, et de 1471, après les travaux d'adaptation de quelques ponts, le canal devient navigable.
En 1497, quelques propriétaires du « droits d'eaux du Milanais », entre lesquels la puissante Abbazia di Chiaravalle, intenta un recours contre le duché pour donner priorité à l’emploi des eaux de la fosse interne pour l’irrigation. Dans la sentence finale Ludovic Sforza (« Ludovic le Moro » et fils de Francesco Sforza) réaffirma que le but prioritaire du Naviglio Martesana était la navigation.
Initialement le Naviglio Martesana ne confluait pas dans la fosse interne des navigli mais déchargeait ses eaux dans le Lambro et ensuite dans le Seveso. Ce fut par la volonté de  Ludovic le Moro en 1497 que le canal fut relié avec la fosse interne.
Le dépassement de dénivellation existant entre la fosse internes et le canal présentait cependant quelques difficultés techniques et engagea des projets pour la recherche d'une solution. Cette phase fut la réalisation de Bartolomeo della Valle avec la possible  intervention de Léonard de Vinci qui comptait parmi les ingénieurs du duché. L’œuvre fut complétée par un système d’écluses (à « Cassina de’Pomm ») qui permit l’accès aux bateaux. Le dernier tracé du Naviglio qui amenait l’eau de l’écluse jusqu’au tombeau de San Marco fut complété entre 1554 et 1564.
Le rêve de Sforza relier Milan avec le lac de Côme dut cependant attendre trois siècles pour se réaliser, le dénivellement de l'Adda entre Brivio et Trezzo demanda en effet la construction du Naviglio di Paderno inauguré le 11 octobre 1777.

### La gestion du Naviglio
Depuis la conclusion des travaux l’aspect plus problématique de la gestion du navire fut celui de concilier son double rôle de canal navigable et de dispensateur principal d'eau pour l'irrigation. La construction de nombreux canaux secondaires qui puisaient l'eau du naviglio avait été encouragée et trouvait son fondement dans le droit d'aqueduc, qui conférait à n'importe qui en faisait la demande, le droit de mener de l'eau du Naviglio dans les canaux secondaires avec la seule obligation de pourvoir à leur entretien et des éventuels ponts.
C’est seulement à la fin du XVe siècle que les concessions devinrent disponibles après paiement d'une somme d'argent à la Chambre ducale, gérée par un « Magistrat Extraordinaire ». Dans ce cas, le titulaire de la concession pouvait ensuite la revendre ou louer à autres (la « raison d'eau »). La gestion de la consommation et de l’entretien des infrastructures était régie par une hiérarchie de fonctionnaires aux ordres du Magistrat (questeurs, chanceliers et gardes).

### Conflits entre utilisateurs
Dans les premières décennies de 1500, les prélèvements d'eau furent si intenses que le Magistrat dut émettre de nombreuses plaintes et menaces. En 1548, fut constitué un bureau approprié pour le contrôle des titres de concession, et une sentence de 1569 réglementait avec précision le débit de chaque dérivation du Naviglio Martesana.
Le conflit entre les exigences des propriétaires terriens qui prélevaient de l'eau d’irrigation et les corporations des propriétaires de bateaux, continua jusqu'en 1571, année où débutèrent les travaux pour augmenter le débit du canal qui se terminèrent en 1573. Malgré diverses interventions pour la réglementation des dimensions des dérivations du naviglio pour tous les XVIe et XVIIe siècles les questeurs du Magistrat Extraordinaire furent engagées en régulières et fréquentes inspections le long du cours pour contrôler la régularité des édifices dispensateurs.

### Transport
Les marchandises transportées étaient, vers Milan matériaux de construction comme bois, tuiles et briques produites dans les fournaises ainsi que denrées agricoles et vins. Vers la campagne arrivaient de la ville étoffes, produits manufacturés, meubles mais surtout le précieux sel, lequel est sujet à une taxe payée au lieu-dit « Ponte delle Gabelle » et souvent objet de contrebande.
Autour du XVIIe siècle, sur les rivages commencèrent l’édification de villas, résidences estivales de la noblesse milanaise, surtout dans le tracé qui va de la zone milanaise de Crescenzago jusqu'à la commune de Inzago, quelques-unes sont encore visibles.
Sur les côtés du canal on trouve une route dite élevée où les chevaux ou les bœufs traînaient les embarcations à contre-courant.
En 1800, fut introduit le service régulier de transport fluvial, mais déjà vers la seconde moitié du siècle le système de transports sur le Naviglio entra en crise pour son extrême lenteur et pour la concurrence des lignes de tramway, et en 1857 on entame la proposition de couverture du tracé urbain du Naviglio.

### Évolution du Naviglio
La proposition de couverture fut acceptée en 1866, mais les travaux ne commencèrent qu’en 1929 avec la couverture du "tombone" et du petit lac de San Marco et ensuite de la fosse interne. Un sort analogue toucha le naviglio Martesana, qui au début des années 1960 coulait à ciel ouvert le long de la via Melchiorre Gioa.
En 1970, la compétence sur la gestion et tutelle du naviglio sont passées de l'État à la Région Lombarde et en 1980, dépôt d’un projet (resté lettre morte) de valorisation et de récupération. En 1983, le Naviglio est passé sous le « Consortium di Bonifica Est Ticino Villoresi » qui s'occupe de la gestion des eaux canalisées de la zone comprise entre le canal Villoresi et le Pô.
Dans les années 1990, est entamée la revalorisation du Naviglio, le premier pas a été l'inauguration d'une piste cyclo-pédestre sur le tracé entre Cassina de 'Pomm et Crescenzago. Les chemins de halage du tracé extra-urbain du Naviglio étaient déjà utilisables comme parcours cyclable et progressivement aménagés en piste cyclo-pédestre.

## Personnalités historiques qui naviguèrent sur le Naviglio
À partir de Carlo Borromeo pratiquement tous les archevêques milanais naviguèrent sur les eaux du Naviglio pour aller à Groppello près de la Villa Archiépiscopale.
En 1649, navigua la jeune Marie-Anne d'Autriche (1635-1696), provenant de Vienne et dirigée à Finale Ligure où l'attendaient les bateaux de son époux, Philippe IV d'Espagne.
Un évènement analogue eut lieu le 30 mai 1708, lorsqu'un cortège accompagna à Milan la duchesse Élisabeth-Christine de Brunswick-Wolfenbüttel, future femme de l'empereur Charles VI et mère de Marie-Thérèse d'Autriche.
Même l'archiduc Ferdinand, frère de l'empereur Joseph II d'Autriche, navigua sur le Naviglio de Trezzo à Vaprio de retour de l'inauguration du Naviglio di Paderno.
En époque plus récente entre les "navigateurs" du Naviglio il y a Alessandro Manzoni, Cesare Beccaria, le Giuseppe Parini et Luigi Marchesi (soprano à la Scala).

## Aspects hydrobiologiques
Le Naviglio Martesana, étant un canal artificiel a des caractéristiques hydrobiologiques différentes du fleuve d'origine. La consistance du fond est influencée soit par le courant qui n'est pas régulier le long du cours, qui équivaut à 25 m3/s à Trezzo et à 1 m3/s à Milan, soit par de régulières opérations de mise hors d’eau et nettoyage du fond qui se produisent deux fois l'an, en mars et dans septembre. Le fond est de type caillouteux au debout du cours, la granulométrie diminue avec la diminution du courant avec un important dépôt de détritus.
La végétation est composée de plantes submergées qui recouvrent le fond pendant les mois estivaux en formant des tapis denses où le courant est plus modéré, les plantes sont l'Elodea Canadensis, la Vallisneria spiralis et le ceratophyllum demersum, parfois sur les remblais on trouve même du Fragmites australis.
La population piscicole du Naviglio est tenue sous étroite surveillance, pendant les opérations de mise hors d’eau la pêche est prohibée et le poisson est récupéré par le personnel du Bureau Pèche de la Province de Milan qui le transfère provisoirement dans le cours d'eau le plus près.

## Le présent et le futur
Au cours de ces dernières années est apparue une sorte de redécouverte du Naviglio Martesana et des chemins de halage, tant pour leur valeur historique que touristique. Quelques organismes comme le Comité pour la restauration des écluses de l'Adda avec la Province de Milan avec le soutien de la Région Lombarde, ont demandé et obtenu l'inclusion des navigli milanais dans le projet "Canaux Historiques : Voies d'Eau Vivantes", un programme de récupération et une requalification des canaux navigables historiques de Union européenne.

## Le parcours

### L'embouchure et Concesa
L'embouchure du Naviglio se trouve en localité de Concesa, dans un bassin alimenté par un siphon, sa position est actuellement marquée par une grosse masse affleurante. Pour le premier tracé, entre Concesa et Vaprio, le Naviglio court dans une position parallèle et surélevée par rapport au fleuve duquel il est séparé par des remblais. Le chemin, un temps utilisé par le train de halage, est devenu une  piste cyclo-pédestre. Les édifices historiques sont, en localité de Concesa, Villa Gina, construction néo-Renaissance et siège du « Parco Adda Nord » et le sanctuaire de la « Divina Maternità ».

### Vaprio d'Adda
En continuant de l’autre côté du fleuve Adda, on aperçoit le village ouvrier de Crespi d'Adda, entré en 1995 dans le Patrimoine mondial de l'UNESCO. Plus en avant sur la rive droite se trouve une grande roue à 8 pales d’un diamètre de 7 m qui était utilisée pour alimenter et irriguer le parc de la « Villa Castelbarco Albani ». Peu avant le pont sur l'Adda parcouru par la route S11 se trouve le quartier Binda ex "ditta Maglia e Pigna" avec les canaux d’alimentation des turbines (aujourd’hui démantelées) pour la production d’énergie électrique. Sur le même lieu, pendant tout le XVIIe siècle, fonctionnait un marteau-pilon pour le concassage des pierres de la rivière Brembo utilisées dans les fours de Villa Fornaci.
En dépassant le pont de la S11, sur la droite on aperçoit le jardin à terrasses, Villa Melzi d'Eril, construite en 1482 sur les restes d'un précédent château et restauré dans les siècles suivants jusqu'à l'actuel aspect néo-classique. Y séjourna plusieurs fois Léonard de Vinci, sur invitation de Francesco Melzi, 
En s'approchant de Cassano d'Adda, peu après la localité de Fara Gera d'Adda situé de l'autre côté du fleuve, se trouve le dénommé "Saut du Chat" qui est le point dans lequel le canal Villoresi aboutit dans l'Adda.

### Cassano d'Adda

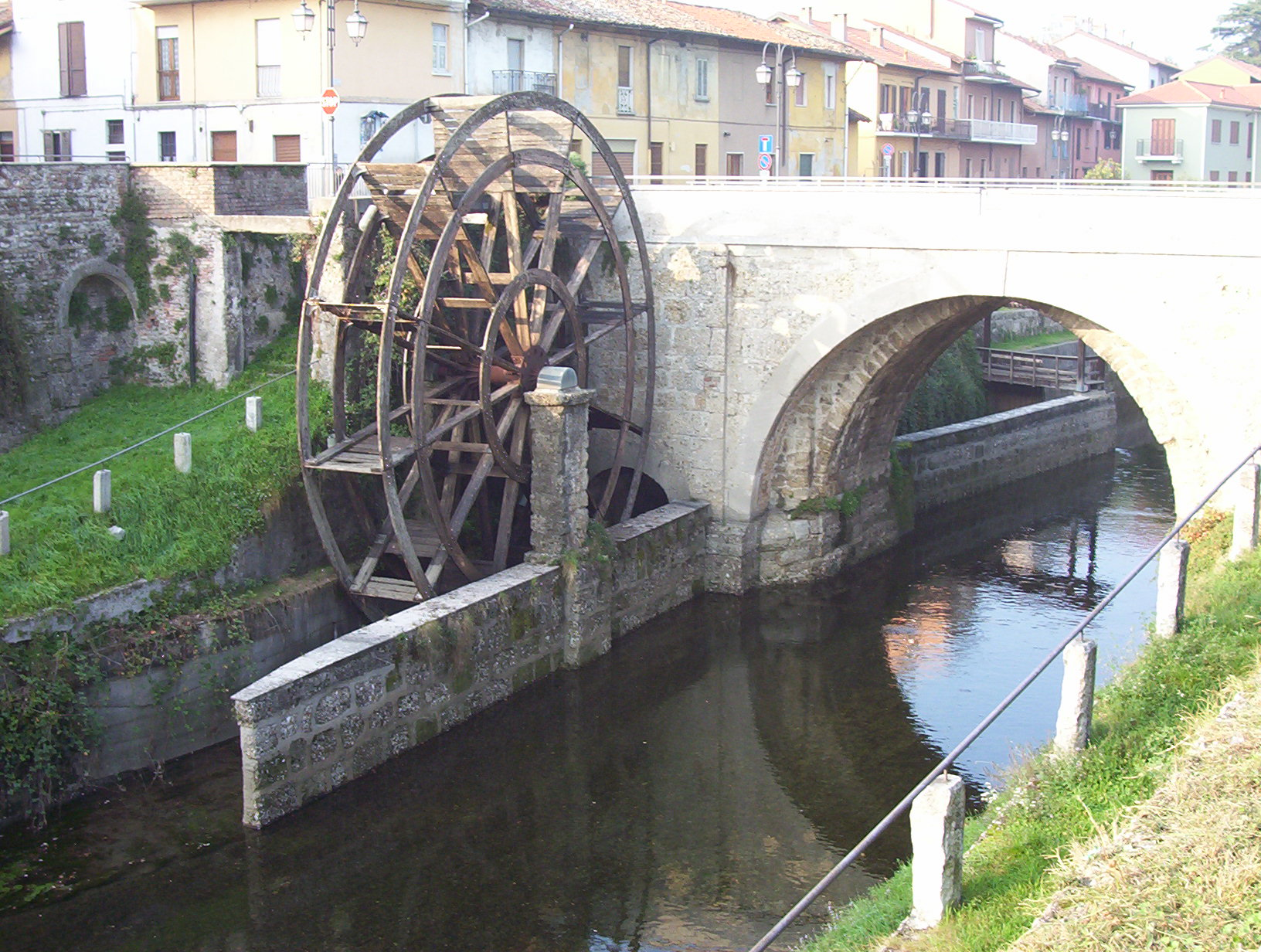
Le "ruotone" di Groppello (roue à aubes)

Près du pont de Groppello d’Adda se trouve la grande roue à aubes (le "rudun"), avec un diamètre de 7 mètres et 8 pales, voulue par Carlo Borromeo en 1618 pour porter l’eau au niveau de la route et permettre l’irrigation des champs et jardins de la Villa Archiépiscopale, l'eau y arrivait à travers une rigole en aval du pont. La roue actuelle fut reconstruite en 1989, le pont a la particularité d’être néogothique et près de celui-ci sont encore visibles les anciens lavoirs.
La villa Archiépiscopale, séparée du Naviglio par un vaste jardin, est située en position surélevée entre Adda et le canal, la construction actuelle remonte au XVIe siècle, même si déjà dès le XIe siècle se trouvait la résidence permanente du procureur de l'archevêque de Milan. L'édifice est à trois étages avec construction en U, les ailes extérieures sont tournées vers l'entrée à laquelle on accède avec une échelle extérieure à deux rampes réunies dans un balcon central.

## Sources
- (it) Cet article est partiellement ou en totalité issu de l’article de Wikipédia en italien intitulé « Naviglio della Martesana » (voir la liste des auteurs) du 15/02/2008.